# Kríkština
Kríkština je jazyk užívaný indiánskými rody Kríky a Seminoly ve Spojených státech amerických. Jazyk má tři tóny – vysoký, nízký a „padající“. Tímto jazykem mluví okolo 4 000 lidí. Jazyk používá písma latinky. Jazyk je rozšířený pouze po některých částech států Oklahomy, Alabamy, Georgie a Floridy.

## Příklady

### Číslovky
| Kríksky   | Česky |
| hvmken    | jeden |
| hokkolen  | dva   |
| tuccenen  | tři   |
| osten     | čtyři |
| cahkepen  | pět   |
| epaken    | šest  |
| kolvpaken | sedm  |
| cenvpaken | osm   |
| ostvpaken | devět |
| palen     | deset |

## Vzorový text

### Všeobecná deklarace lidských práv
| kríksky | Este vtekat, estimv ton omestowis, svlvfkekot heckvkvtet omet, vrvkkuecvke tayat, momen enyekcetv este vtekat emete mowvlkoset omes. Hoporrenkv momen fvccetv emvkhoyvtet omekv este etvkv vtekat emetecvkketv empoyvfekcv ofvn etohecvkvranet omes. |
| česky   | Všichni lidé se rodí svobodní a sobě rovní co do důstojnosti a práv. Jsou nadáni rozumem a svědomím a mají spolu jednat v duchu bratrství. |